# Лото-Забава
«Лото-Забава» — українська лотерея, що належить оператору державних лотерей «М.С.Л.», який є правонаступником радянського держпідприємства «Спортлото». Лотерея має ліцензію Міністерства фінансів України.
З 16 серпня 1999 по 25 липня 2021 року транслятором був телеканал «1+1». А з 24 вересня 2000 року телеканал «ICTV». З 1 серпня 2021 року розіграші відбуваються щонеділі о 9:00 у прямому ефірі телеканалу «Апостроф TV», YouTube-каналі лотерейного оператора та на Facebook-сторінці лотереї.
Станом на 17 серпня 2025 року проведено 1345 тиражів.

## Історія

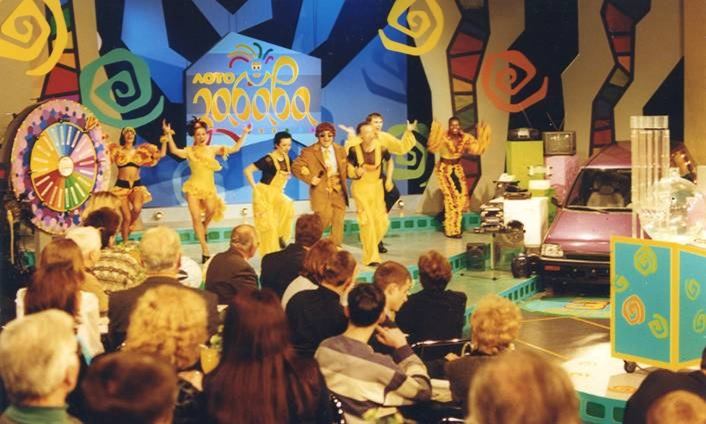
Перша студія «Лото-Забава»

Перший тираж відбувся 16 серпня 1999 року. Перші тиражі проводилися у записі та транслювалися на українському телеканалі «1+1» з серпня 1999 по грудень 2000 року щопонеділка о 18:00 та 22:15.
А з 24 вересня 2000 року ретранслятором став і телеканал «ICTV».
З січня 2001 року трансляції відбуваються у прямому ефірі щонеділі о 9:00.

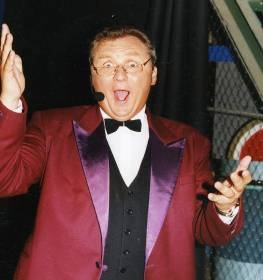
Валентин Опалєв

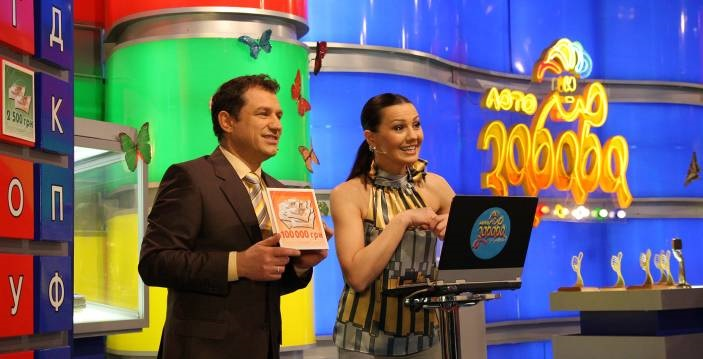
Анатолій Гнатюк та Лариса Руснак

У 1999 році одразу після народження лотереї стали випускатися колекційні календарики, створені самою лотереєю.
На календарику зображено список розіграшів з серпня до грудня 1999 року.
Першим мільйонером «Лото-Забава» став Володимир Марченко 26 червня 2001 року. Він виграв понад два мільйони гривень.
Двадцять другий переможець, Василь Савчук, виграв майже 3.5 млн грн. На момент виграшу жителю Чернівців було 18 років, він є наймолодшим лотерейним мільйонером країни.
У 2009 році п'ятдесятим переможцем лотереї став 24-річний Костянтин Третяк, який брав участь у лотереї 5 років. 15 березня того ж року джекпот у розмірі 3.15 млн грн (тираж № 501) дістався подружжю з Хмельницького.
У 2010 році організатори лотереї змінили правила, що дозволило збільшити кількість переможців, зменшивши виплати кожному з них. Киянин Валерій Рудюк, який грав в лотерею з дня її заснування, виграв 10 млн гривень.
9 травня 2010 року на телеканалах «ICTV» та «1+1» йшов телемарафон до Дня перемоги.
Щороку у період з 2010 по 2014 роки йшли спецтиражі «Лото-забава» до Дня незалежності України.
У кінці 2011 року лотерея нагородила 100-го мільйонера.
У січні 2012 року у лотереї зірвали рекордний джекпот, який складав 12 000 000 гривень. Його власником став учасник з Луганської області, на ім'я Микола, який придбав виграшний білет у фірмовому «ЛОТО маркеті» компанії «М. С. Л.».
10 грудня 2015 року лотерея нагородила учасника, який став 200 мільйонним переможцем лотереї. Тобто придбав 200-мільйонній виграшний лотерейний білет. Переможцем став житель Кривого Рогу Олександр Щербин.
У жовтні 2016 року «Лото-Забава» потрапила до Національного реєстру рекордів України за найбільшу кількість українців, які виграли від одного мільйону гривень та більше. На момент вручення сертифіката стати мільйонером в лотереї пощастило 252 особам.
7 жовтня 2018 року відбувся ювілейний 1000-й тираж.
У зв'язку з пандемією коронавірусу COVID-19 з березня 2020 по лютий 2021 року до студії не запрошували учасників, через що конкурс «Багаті та відомі» тимчасово було скасовано. Глядачі у студії закривали свої обличчя прозорими скляними масками під час пандемії. При цьому хронометраж випуску було зменшено до 20-25 хвилин, без рекламних блоків.
27 червня 2021 року лотерея видала виграш учаснику, що купив 200-мільйонний виграшний білет.
З 1 серпня 2021 року транслятором лотереї став телеканал «Апостроф TV».
У зв'язку з повномасштабним вторгненням Росії в Україну з лютого по травень 2022 року розіграші не проводилися.
Розіграші лотереї повернулися в ефір 5 червня 2022 року, а також відсутні глядачі у студії.
5 грудня 2022 року було виграно джекпот на суму 3 млн грн[джерело?].

## Ведучі
Ведучими в різний час були артисти українських театрів та актори:
- Сергій Озіряний (1999—2000);
- Віктор Андрієнко, Валентин Опалєв та Василь Бендас (2001—2002);
- Анатолій Гнатюк (з 2003 року);
- Лариса Руснак (з 2001 року);
- Ілона Бойко та Ольга Гриневич (2019—2022)